# Jamey Aebersold
Jamey Aebersold (* 21. července 1939) je americký jazzový saxofonista. Vystudoval hru na saxofon na Indiana University; v pozdějších letech pracoval jako studiový hudebník a vedle saxofonu hrál také na klavír a kontrabas. Rovněž se věnoval pedagogické činnosti. V roce 1967 založil hudební vydavatelství JA Records, které vydalo více než 130 nahrávek ze série Play-A-Long. V roce 2014 Aebersold získal ocenění NEA Jazz Masters.